# 約翰·艾維斯
約翰·查理·艾維斯（英語：John Charles Avise）（1948年－）是美國演化遺傳學家、自然保護主義者、生態學家和自然歷史學家。他是加州大學爾灣分校（University of California, Irvine）生態與演化部的特聘教授，過去擔任喬治亞大學（University of Georgia）遺傳學的特聘教授。
他出生於密西根州的大急流市（Grand Rapids），1970年在密西根大學（University of Michigan）的自然資源與環境管理部獲得了理學士學位；在德州大學奧斯汀分校（University of Texas at Austin）的動物學部獲得碩士學位；1975年在加州大學戴維斯分校（University of California, Davis）獲得博士學位。艾維斯的研究使用了分子標記記錄分析自然生態、生物行為和演化的過程。他亦帶領他們研究團隊研究各種分類的生物，從海綿、珊瑚到脊椎動物都涵蓋在研究對象中。